# Président de la république populaire du Bangladesh
Le président de la république populaire du Bangladesh (en bengali : গণপ্রজাতন্ত্রী বাংলাদেশের রাষ্ট্রপতি romanisé : Gaṇaprajātantrī Bangladesher Raṣhṭrôpôti) est le chef de l'État et le commandant en chef des forces armées du Bangladesh.
Depuis le 24 avril 2023, le président en exercice est Mohammad Shahabuddin.

## Système électoral
Le président du Bangladesh est élu au scrutin uninominal majoritaire à un tour par un collège électoral composé des 350 membres du Jatiya Sangsad, le parlement monocaméral du pays. Son mandat est de cinq ans renouvelable une seule fois. Est élu le candidat qui recueille le plus de suffrages en un tour de scrutin,.
La Constitution dispose que le président de la République doit posséder la citoyenneté bangladaise, être âgé d'au moins trente-cinq ans, et répondre aux mêmes conditions de candidatures que pour les élections législatives.